# Cremastus orestes
Cremastus orestes là một loài tò vò trong họ Ichneumonidae.